# Estación Copihue
Copihue es una estación que se ubica en la comuna chilena de Retiro en la Región del Maule.

## Historia
Fue construida junto con la unión de la vía del Ferrocarril Talcahuano-Chillán y Angol con el Ferrocarril Santiago-Curicó, a finales del siglo XIX. Luego pasó a formar parte de la Red Sur de Ferrocarriles del Estado, y fue inaugurada oficialmente hacia 1906 luego de gestiones realizadas por Germán Bäuerle Feisser, propietario del fundo El Carmen, para poder transportar productos agrícolas y ganaderos desde dicho sector. Se ubica en el kilómetro 333 de la línea Troncal Sur.
Fue cerrada a fines de la década de 1980 y actualmente no contempla detenciones de servicios de pasajeros, mientras que la vía local fue levantada. Posterior a su cierre el edificio de la estación sufrió un incendio y solamente se mantuvieron los cimientos.